# Ischnomantis aethiopica
Ischnomantis aethiopica är en bönsyrseart som beskrevs av Giglio-tos 1916. Ischnomantis aethiopica ingår i släktet Ischnomantis och familjen Mantidae. Inga underarter finns listade i Catalogue of Life.